# Sanktionen der EU-XIV gegen Österreich
Sanktionen der EU-XIV gegen Österreich, teils auch EU-Sanktionen gegen Österreich, ist die von Vertretern der Regierungsparteien der österreichischen Bundesregierung Schüssel I, einer Koalition von Österreichischer Volkspartei (ÖVP) und Freiheitlicher Partei Österreichs (FPÖ), geprägte Bezeichnung für die Reaktion der Regierungen der damals vierzehn anderen Mitgliedsstaaten der Europäischen Union auf die Regierungsbeteiligung der von Jörg Haider geführten FPÖ  Anfang des Jahres 2000.
Die vierzehn Regierungen beschlossen, die bilateralen Beziehungen zur österreichischen Bundesregierung auf Regierungs- und diplomatischer Ebene auf das notwendigste Mindestmaß zu reduzieren. Außer dieser ausdrücklich auf die Reduzierung der Kontakte mit der ÖVP-FPÖ-Regierung und ihre Vertreter beschränkten Maßnahmen gab es keinerlei Vorgehen gegen Österreich. Ausgelöst wurden diese Maßnahmen durch Befürchtungen, dass fremdenfeindliche und rassistische Aussagen führender FPÖ-Funktionäre auf die Regierungspolitik abfärben könnten. Nach Etablierung eines „Weisenrates“ unter Martti Ahtisaari und dessen Bericht wurden sie im September 2000 beendet.

## Beteiligte Regierungen
Die damaligen an den Maßnahmen beteiligte europäische Regierungen waren:
- Belgien: Regierung Dehaene II unter Jean-Luc Dehaene
- Deutschland: Kabinett Schröder I unter Gerhard Schröder (SPD)
- Dänemark:  Kabinett Rasmussen IV unter Poul Nyrup Rasmussen
- Finnland: Kabinett Lipponen II unter Paavo Lipponen (SDP)
- Frankreich: Kabinett Jospin unter Lionel Jospin (SP)
- Griechenland: Kabinett Konstantinos Simitis II und III unter Konstantinos Simitis (PASOK)
- Großbritannien: Kabinett Blair I unter Tony Blair (Labour)
- Irland: Koalitions-Kabinett unter Bertie Ahern (Fianna Fáil)
- Italien: Kabinett D’Alema II (bis April 2000) und dann Kabinett Amato II
- Luxemburg: Regierung Juncker-Polfer unter Jean-Claude Juncker (CSV)
- Niederlande: Kabinett Kok II unter Wim Kok (PvdA)
- Portugal: Kabinett Guterres II unter António Guterres (PS)
- Schweden: Koalitionsregierung unter Göran Persson (SAP)
- Spanien: Kabinette Aznar I und II (ab April 2000) unter José María Aznar (PP)

## Der Begriff „Sanktionen der EU“
Die in Österreich verbreitete Bezeichnung dieser Maßnahmen als „EU-Sanktionen gegen Österreich“ ist in mehrfacher Hinsicht umstritten. Erstens entspricht die Benennung der Maßnahmen selbst als „Sanktionen“  keinem der offiziellen Dokumente und Aussagen dazu. Völkerrechtlich stellen die Maßnahmen lediglich einen sogenannten unfreundlichen Akt dar. Da der Begriff Sanktionen jedoch aus Perspektive der betroffenen damaligen Regierungsparteien in Österreich politisch von größerem Vorteil war, wurde er in der offiziellen Kommunikation und auch in zahlreichen Medien des Landes genutzt. Zweitens waren die Maßnahmen offiziell Maßnahmen der individuellen Mitgliedsstaaten und nicht der EU als Organisation. Für die Charakterisierung als Sanktionen der EU hätten diese allenfalls einen Feststellung des Europäischen Rates und des Rates der Europäischen Union gemäß Artikel 7 EUV benötigt. Die Regierungen der EU-14 wollten die Maßnahmen jedoch explizit als „bilateral“ und auf die Regierungsebene beschränkt verstanden wissen, nicht als Maßnahmen „der EU gegen Österreich“. 
Der Politologe Anton Pelinka bezeichnet es als „ersten großen Erfolg der Regierung Schüssel“, dass sich das Wort „Sanktionen“ als Bezeichnung für die Maßnahmen und als Kampfbegriff durchsetzen konnte. Johannes Voggenhuber (Die Grünen) beschrieb es als Schüssels größten Erfolg, dass es ihm gelungen war, die „fragwürdigen ‚Maßnahmen‘ der EU-Mitgliedsstaaten gegen seine schwarz-blaue Regierung zu ‚Sanktionen der Union gegen Österreich‘ umzudeuten“.
FPÖ/ÖVP forderten alle anderen Parteien und alle Bürger auf, sich in einem „nationalen Schulterschluss“ hinter die Regierung zu stellen.

## Hintergrund
Österreich war 1995 der EU beigetreten, was insbesondere von Schüssel, seinerzeit an den Beitrittsverhandlungen beteiligt und überzeugter Europäer, auch als sein persönliches Verdienst gesehen wurde. Zentrales politisches Anliegen dieser Zeit war, einerseits die in der österreichischen Bevölkerung vorhandenen Ressentiments und Bedenken zu zerstreuen und den großen Wert der Mitgliedschaft im Alltagsleben spürbar zu machen, andererseits die europäische Integration voranzutreiben und Österreichs Position zu konsolidieren.
Nach der Nationalratswahl am 3. Oktober 1999 einigten sich nach mehrmonatigen Verhandlungen Anfang 2000 Jörg Haider (FPÖ) und Wolfgang Schüssel (ÖVP) auf die Bildung einer FPÖ/ÖVP-Koalitionsregierung (schwarz-blaue Koalition), die Bundesregierung Schüssel I. Aufgrund des an Rechtsextremismus erinnernden Auftretens führender FPÖ-Proponenten und etlicher minderheitenfeindlicher und rassistischer Aussagen derselben beschlossen die Regierungen der übrigen 14 EU-Staaten Maßnahmen gegenüber der österreichischen Regierung. Diese wurden in einer Erklärung der damaligen portugiesischen EU-Ratspräsidentschaft veröffentlicht:

„Die Regierungen der 14 Mitgliedsstaaten werden keinerlei offizielle bilaterale Kontakte auf politischer Ebene mit einer österreichischen Regierung unter Einbindung der FPÖ betreiben oder akzeptieren. Es wird keine Unterstützung für österreichische Kandidaten geben, die Positionen in internationalen Organisationen anstreben. Österreichische Botschafter werden in den EU-Hauptstädten nur noch auf technischer Ebene empfangen.“

Die Maßnahmen waren somit auf die Reduktion der bilateralen Beziehungen auf Regierungs- und diplomatischer Ebene beschränkt. Den vierzehn Regierungen von EU-Mitgliedsländern schlossen sich dann auch Tschechien, Kanada, Israel und Norwegen an.

## Weisenbericht
Vor Beendigung der Maßnahmen sollte ein so genannter Weisenbericht erstellt werden, in dem die politische Lage in Österreich beurteilt werden sollte. Mit der Erstellung beauftragt wurden der frühere finnische Staatspräsident Martti Ahtisaari, der deutsche Völkerrechtler Jochen Abraham Frowein und der frühere spanische EU-Kommissar Marcelino Oreja.
Das Mandat zur Berichterstellung erhielten die Autoren am 12. Juli 2000 durch den Präsidenten des Europäischen Gerichtshofs für Menschenrechte von den anderen 14 EU-Staaten (im Weisenbericht als die (EU-)XIV bezeichnet). Sie sollten in ihrem Bericht folgende Punkte klären:
- das Eintreten der österreichischen Regierung für die europäischen Werte
- die Rechte von Minderheiten, Flüchtlingen und Einwanderern in Österreich
- die Entwicklung der politischen Natur der FPÖ

Erkenntnisse des Weisenberichts:
- Es gibt in Österreich einige Probleme bei der Behandlung von Asylwerbern. Die rechtliche Situation der Asylwerber ist aber in Österreich ähnlich wie in anderen EU-Staaten.
- In Bezug auf die Rechte von Einwanderern tritt die österreichische Regierung für die gemeinsamen europäischen Werte ein.
- Die österreichische Regierung tritt für die Bekämpfung von Rassismus, Diskriminierung, Antisemitismus und Fremdenfeindlichkeit ein. Daneben wird aber auch auf einen mehrdeutigen, Positionen des Rechtsextremismus wiedergebenden Sprachgebrauch von hohen FPÖ-Funktionären hingewiesen. Die FPÖ hat keine Maßnahmen gegen diese Funktionäre ergriffen, sie hat diese Aussagen weder verurteilt noch unterbunden oder sich entschuldigt.
- Der FPÖ-Wahlkampf von 1999 (Slogans wie „Wir garantieren: Stop der Überfremdung – Österreich zuerst!“) wurde von örtlichen Beobachtern als fremdenfeindlich angesehen. Durch diesen Wahlkampfstil wurde offen ausgesprochene Fremdenfeindlichkeit wieder salonfähig gemacht.
- Die österreichischen Bischöfe sehen mit Sorge eine bedrohliche Verschlechterung des gesellschaftlichen Klimas. Auch andere Glaubensgemeinschaften gaben Stellungnahmen ab.
- Es gibt Versuche seitens der FPÖ, politische Gegner zum Schweigen zu bringen oder sie sogar zu kriminalisieren.
- Es wird betont, dass einige Aussagen und Meinungen des österreichischen Justizministers Dieter Böhmdorfer nicht mit den Prinzipien der EU vereinbar sind.
- Es wird kritisiert, dass der Gebrauch von Beleidigungsklagen durch die FPÖ zwecks Abschreckung exzessiv in Anspruch genommen wird. In diesem Zusammenhang wird auch auf Mängel im österreichischen Rechtssystem hingewiesen.
- Das Verhalten der FPÖ-Minister in der Regierung seit Februar 2000 kann aber im Wesentlichen nicht kritisiert werden.

Zusammenfassend stellten die Autoren fest, dass die österreichische Regierung für die europäischen Werte eintritt und die Rechtslage jener der anderen EU-Staaten entspricht. Die FPÖ wird zwar als rechtspopulistische Partei mit radikalen Elementen charakterisiert, aber es wird gleichzeitig festgestellt, dass die FPÖ-Minister seit Antritt ihrer Regierungstätigkeit im Wesentlichen die Verpflichtungen der Regierung beachtet haben.
Im Weisenbericht empfahlen die Autoren daher:
- Die von den 14 Mitgliedstaaten getroffenen Maßnahmen würden bei weiterem Fortbestehen kontraproduktiv wirken.
- Einführung von Präventiv- und Überwachungsverfahren in Artikel 7 des EU-Vertrags.
- Schaffung eines Menschenrechtsbüros im Europäischen Rat.

## Aufhebung der Maßnahmen
Der Weisenbericht wurde im September 2000 im Sinne einer Exit-Strategie in Paris angenommen. Kurz nach Vorliegen dieses Berichtes wurden die Maßnahmen gegenüber der österreichischen Regierung von den anderen EU-Regierungen aufgehoben, mit der Einschränkung, die Entwicklungen in Österreich weiter genau zu beobachten.